# Krupjanśke
Krupjanśke (ukr. Круп'янське) – wieś na Ukrainie, w obwodzie czerniowieckim, w rejonie czerniowieckim, w hromadzie Wołoka. W 2001 liczyła 751 mieszkańców, głównie Rumunów.